# Département de Tafí del Valle
Le département de Tafí del Valle est une des 17 subdivisions de la province de Tucumán, en Argentine. Son chef-lieu est la ville de Tafí del Valle. Le département a une superficie de 2 741 km2. Sa population était de 13 883 habitants, selon le recensement de 2001 (source : INDEC).
Il est bordé au nord par la province de Salta, à l'est par les départements de Trancas, de Tafí Viejo, de Lules et de Famaillá, au sud, par le département de Monteros, et à l'ouest par la province de Catamarca.

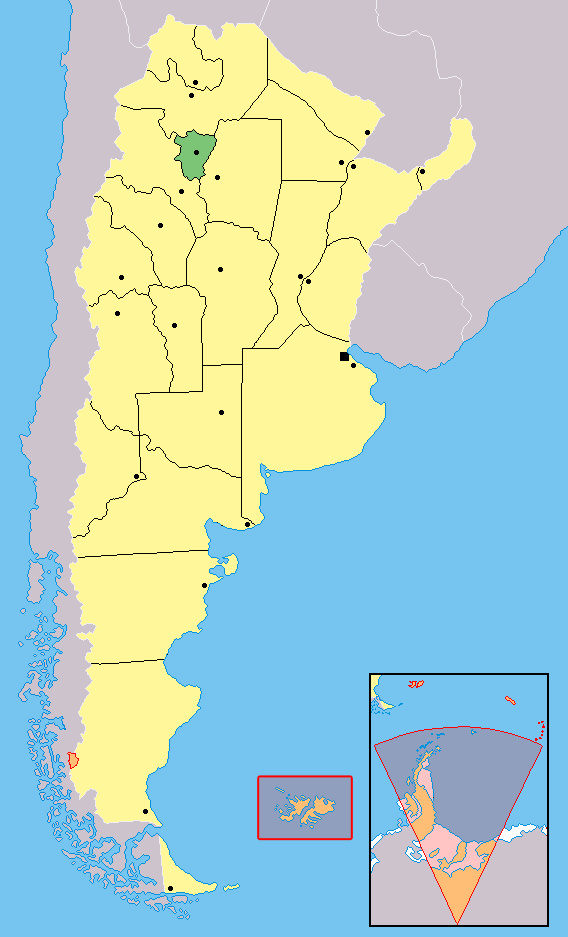
La province de Tucumán en Argentine

## Géographie
Le relief est montagneux sur pratiquement la totalité du territoire, avec cependant la présence de deux grandes vallées, celle de Tafí et celle de Yocavil, cette dernière appartenant à l'ensemble appelé Vallées Calchaquies.
Sur son territoire se trouvent quatre des plus importantes destinées touristiques de la province : Tafí del Valle, El Mollar, la Réserve archéologique Los Menhires et les Ruines de Quilmes.

## Population
Selon les estimations de l'INDEC (qui est l'institut national des statistiques en Argentine), en 2005 le département avait 16 149 habitants.

## Communes et municipes
- Amaicha del Valle
- Colalao del Valle
- El Mollar
- Tafí del Valle